# هوي وانغ فونغ
هوي وانغ فونغ (بالصينية: 許宏鋒) (4 فبراير 1994 بهونغ كونغ في الصين - ) هو لاعب كرة قدم صيني في مركز الهجوم. شارك مع منتخب هونغ كونغ تحت 23 سنة لكرة القدم ومنتخب هونغ كونغ لكرة القدم. أما مع النوادي، فقد لعب مع نادي سيتيزن وMetro Gallery FC ‏ وهونغ كونغ رينجرز وYuen Long FC ‏.

## وصلات خارجية
- هوي وانغ فونغ على موقع قاعدة بيانات كرة القدم.إي يو (الإنجليزية)
- هوي وانغ فونغ على موقع Soccerway.com (الإنجليزية)